# Анна фон Хонщайн
Анна фон Хонщайн (на немски: Anna von Honstein; Anna (2) von Honstein-Klettenberg; † 5 ноември 1537, Пирмонт) е графиня от Хонщайн-Клетенберг и чрез женитба графиня на Шпигелберг и Графство Пирмонт.

## Произход
Тя е единствената дъщеря на граф Йохан II фон Хонщайн († 1492) и втората му съпруга Маргарета фон Глайхен-Тона († 24 октомври 1518, убита в Копенбрюге, Пирмонт), дъщеря на граф Зигмунд I фон Глайхен-Тона 'Стари' († 1494) и Агнес фон Кверфурт († 1461). Внучка е на граф Ернст III фон Хонщайн († 1454) и Аделхайд фон Олденбург († 1492), сестрата на крал Кристиан I от Дания († 1481).
Анна фон Хонщайн умира на 5 ноември 1537 г. в Пирмонт, Долна Саксония. Погребана е в Мариенау.

## Фамилия
Анна фон Хонщайн-Клетенберг се сгодява на 26 август 1518 г. и се омъжва на 24 октомври 1518 г. в Копенбрюге в Пирмонт за граф Фридрих фон Шпигелберг-Пирмонт († 5 март 1537), единственият син на Йохан II фон Шпигелберг († 1480) и първата му съпруга Урсула фон Пирмонт († пр. 1459). Тя е втората му съпруга. Те имат децата:
- Мария (* ок. 1519; † 13 септември 1561), канонеса в Есен 1540, приорес в Релингхаузен, дяконка в Есен (1554 – 1561), абатиса в Есен (1560 – 1561)
- Маргарета (* ок. 1520; † 21 септември 1540)
- Валдбург (* ок. 1521; † 22 юли 1599), омъжена на 20 февруари 1558 г. в Грефентона за граф Георг (II) фон Глайхен-Тона (* 1509; † 24 септември 1570), родители на Филип Ернст фон Глайхен (1561 – 1619)
- Урсула (* ок.1526; † 6 март 1583), графиня на Шпигелберг-Пирмонт (1557 – 1583), омъжена на 18 май 1558 г. в Пирмонт за граф Херман Симон фон Липе-Щернберг (* 1532; † 4/13 юни 1576), граф на Шпигелберг, Липе и Пирмонт, син на граф Симон V фон Липе († 1536) и Магдалена фон Мансфелд-Мителорт († 1540)
- Филип фон Шпигелберг (* 28 март 1530; † 10 август 1557, в битката при Сен Кантен), граф на Шпигелберг-Пирмонт (1535 – 1557)

## Галерия
- Герб на графовете фон Шпигелберг
- Герб на графовете фон Пирмонт
- Замък Пирмонт (1900)